# Thero-Salicornietalia
Silnie halofilne zbiorowiska solirodu (Thero-Salicornietalia) – zbiorowisko roślinne halofitów w randze rzędu, jedyne w obrębie klasy Thero-Salicornietea.

## Charakterystyka
Zbiorowiska typowe dla obszarów nadmorskich i solnisk śródlądowych.
Zespół tworzą luźno rosnące, słabo okrywające ziemię rośliny. Zbiorowiska ubogie w gatunki roślin naczyniowych. Identyfikacja zespołu roślinego wymaga identyfikacji drobnych gatunków (lub podgatunków) w obrębie gatunku zbiorowego soliroda zielnego Salicornia europaea.
WystępowanieW Polsce występują bardzo rzadko, tylko na silnie zasolonych i zabagnionych solniskach nadbałtyckich (Wyspa Chrząszczewska i Kołobrzeg) oraz śródlądowych (na Kujawach), przy czym w każdym wypadku miejsca występowania związane są z wysiękami solanek, a nie z zalewami wód morskich, które w przypadku polskiego wybrzeża są zbyt słabo zasolone.
Charakterystyczna kombinacja gatunków
ChCl., ChO. : soliród zielny Salicornia europaea, sodówka nadmorska Suaeda maritima.
OchronaSiedlisko przyrodnicze w Unii Europejskiej podlegające ochronie w obszarach Natura 2000.
ZnaczeniePrzydatność dla rekreacji znikoma (ciekawostka przyrodnicza). Roślinność tego rodzaju może być wykorzystywana do rekultywacji obszarów silnie zasolonych.